# Cratère Roden
Le cratère Roden, en anglais Roden Crater, est un volcan éteint, situé dans l'Arizona, aux États-Unis. Depuis la fin des années 1970, il est le site d'une œuvre monumentale de land art par l'artiste américain James Turrell.

## Géographie
Le cratère Roden est situé à une quarantaine de kilomètres au nord-est de Flagstaff, dans le Nord de l'Arizona, non loin du Painted Desert et du Grand Canyon. Il s'agit du cône d'un volcan éteint, vieux de 400 000 ans, possédant un cratère volcanique intérieur. Culminant à environ 1 600 m d'altitude, il s'élève à 200 m au-dessus des environs.

## Installation artistique
James Turrell repère le cratère en 1974, en survolant la région en avion. Il convainc la Dia Art Foundation d'acheter le site en son nom. Turrell a transformé le cône intérieur du cratère en une gigantesque œuvre de land art, créant un lieu spécifiquement conçu pour observer à l'œil nu la lumière du ciel, le soleil et plusieurs phénomènes astronomiques. Les solstices d'hiver et d'été sont mis en valeur .
L'accès au cratère n'est pas autorisé, bien que Turrell ait planifié de l'ouvrir au public en 2011, mais des visites en sont toutefois parfois organisées.